# Bimestral
Bimestral, del latín bini 'dos'  y mensis 'mes', es un término que designa o señala un evento que pasa una vez cada dos meses. No debe confundirse con bimensual, algo que se repite dos veces cada mes.
Un bimestral es también un título de prensa escrita que se edita una vez cada dos meses, generalmente en forma de revista (magacín).